# The Michigan Kid
The Michigan Kid è un film del 1928, diretto da Irvin Willat, basato sul racconto omonimo di Rex Beach.

## Trama
Jimmy Rowan - conosciuto come il "Michigan Kid", il ragazzo del Michigan, ai tempi della corsa all'oro - è proprietario in Alaska di una frequentata e redditizia sala da gioco, che egli è in procinto di vendere per fare ritorno al paese d'origine, dove spera di ritrovare la fiamma della sua adolescenza, Rose Morris, della quale conserva un'immagine ritagliata da un giornale che – come d'uso ai tempi – ritraeva la reginetta dei neo-diplomati delle scuole superiori. La fortunata impresa commerciale di Jimmy era il frutto di una sorta di rivalsa: da ragazzino molti lo prendevano in giro per il suo aspetto trasandato dovuto ad una situazione sociale non abbiente; ora che aveva fatto fortuna ecco che si presentava il momento di tornare e riallacciare i rapporti.
Frank Hayward, un dipendente di una società mineraria del luogo, nel locale di Jimmy impegna il proprio orologio al fine ottenere danaro per continuare a giocare. La cipolla viene consegnata a Jimmy, e all'interno di esso egli scopre una fotografia di Rose. Quando Frank gli si presenta per mettere a punto la transazione, Jimmy riconosce in lui un compaesano, uno di quei ragazzini che, ai tempi, lo deridevano. Ma Frank non riconosce Jimmy. Frank, nervosissimo, continua a giocare. Ad un certo punto, ritenendo che il croupier sia corrotto, in preda all'ira gli spara, ferendolo. In attesa dello sceriffo, Frank racconta a Jimmy di aver sottratto fondi alla società mineraria, che aveva sperato di rifondere realizzando una vincita al gioco d'azzardo: la sua promessa sposa, Rose – attesa di lì a poco nella località -, infatti, se fosse venuta a conoscenza del suo agire disonesto lo avrebbe lasciato.
Jimmy intende anticipare il denaro per colmare l'ammanco, e si offre per accogliere Rose all'attracco del vapore mentre Frank sarebbe stato occupato presso lo sceriffo (questione di qualche giorno: il croupier aveva riportato solo ferite superficiali). Frank viene rilasciato, e torna alla miniera mentre Jimmy si avvia verso di essa con il denaro e Rose, preventivamente sistemata in un albergo. Jimmy e Rose (che non lo ha riconosciuto), come da accordi, si incamminano lungo l'impervio sentiero verso la miniera. Una tempesta di vento si abbatte sulla località, e i due sono costretti a trattenersi per qualche giorno in una stazione intermedia, una casa in legno. Qui Rose, in seguito ad alcuni avvenimenti, riconosce Jimmy.
In una temporanea tregua della tempesta, Frank – in preda alla gelosia - ridiscende dalla miniera alla casa in cui stazionano Rose e Jimmy, che gli si palesa ora come il suo conoscente d'infanzia. In base ad alcuni (non probanti) indizi, Frank si convince che fra Rose e Jimmy si stia rinfocolando una passata attrazione. Notte. Le condizioni meteorologiche in Alaska sono soggette a continue drammatiche variazioni: dopo la tempesta di vento ecco svilupparsi un pauroso incendio nella foresta circondante la casa. Frank, convinto (erroneamente) dell'infedeltà di Rose, tramortisce Jimmy, lo lega – lasciandolo in tal modo preda delle fiamme - e vuole prendere la fuga con Rose, raccontandole che Jimmy era tornato a valle.
Ma Rose scopre Jimmy, e scopre il tentato omicidio di Frank. Fra quest'ultimo e Jimmy si sviluppa una lotta.  Rose e Jimmy, portandosi il soccombente Frank, si imbarcano sul vicino corso d'acqua, e, circondati dalle fiamme, riescono a mettersi in salvo.
Saranno Rose e Jimmy a far ritorno sul vapore, mentre Frank rimane in Alaska.

## Produzione
Le riprese esterne sono state effettuate a Truckee (California), una delle location preferita dai cineasti hollywoodiani nei primi decenni del '900, spesso utilizzata per simulare il paesaggio dell'Alaska; alcuni ragazzi della scuola locale sono stati ingaggiati come comparse.
La pellicola distribuita negli Stati Uniti consisteva di 6 rulli per una lunghezza totale di 1838 metri.  Nella lunga scena notturna finale vengono utilizzati i toning blu e rosso (quest'ultimo nelle riprese relative all'incendio), anche in rapida alternanza o contemporaneamente.

## Distribuzione
L'anteprima di The Michigan Kid è avvenuta a New York il 30 giugno 1928; a partire dal 21 ottobre 1928 il film, distribuito dalla Universal Pictures, è uscito per il pubblico nelle sale cinematografiche statunitensi.
The Michigan Kid è stato edito in DVD nel 2008 a cura della Grapevine Video; il film è visionabile su YouTube.

## Accoglienza
Lo storico del cinema William K. Everson, nel 1960, notava: "Per quanto non si tratti di un'opera particolarmente eminente (almeno prima di giungere al climax finale) The Michigan Kid è un buon film drammatico, rude e virile, di quelli che la Universal sapeva far bene. (…) È puro e semplice lavoro di routine, ma realizzato con stile." Nel 1928 "probabilmente sembrava piuttosto ordinario, ed in effetti la stampa di settore come quella generalistica non si espressero in modo particolarmente entusiastico a proposito."